# Ross Castle
Ross Castle (irisch Caisleán an Rois) ist eine Burganlage in Irland. Sie liegt unweit von Killarney auf einer Halbinsel am Ostufer des Lough Leane, des größten der drei Seen im Killarney-Nationalpark, und war der Stammsitz des O’Donoghue-Clans. Ross Castle ist mit Möbeln und Einrichtungsgegenständen aus dem 16. und 17. Jahrhundert ausgestattet und ein beliebtes Ausflugsziel für Touristen.

## Geschichte
Ross Castle gilt als typische Burg eines mittelalterlichen irischen Clan-Führers auf der heute mit dem Land verbundenen Insel Ross Island. Der genaue Entstehungszeitpunkt der Festung ist unbekannt, man vermutet aber, dass ein Mitglied der O’Donoghues Ross Castle im späten 15. Jahrhundert erbauen ließ. Im Jahr 1583 verloren die O’Donoghues ihre Ländereien an die englische Krone. Ross Castle ging an den Donald McCarthy Mór Clan, der es an Sir Valentine Browne verpfändete, der schließlich auch Eigentümer wurde. Ross Castle war die letzte Festung in Irland, die Oliver Cromwell während der Irischen Konföderationskriege Widerstand leistete; jedoch ergab sie sich, bevor es zum Kampf kam. 

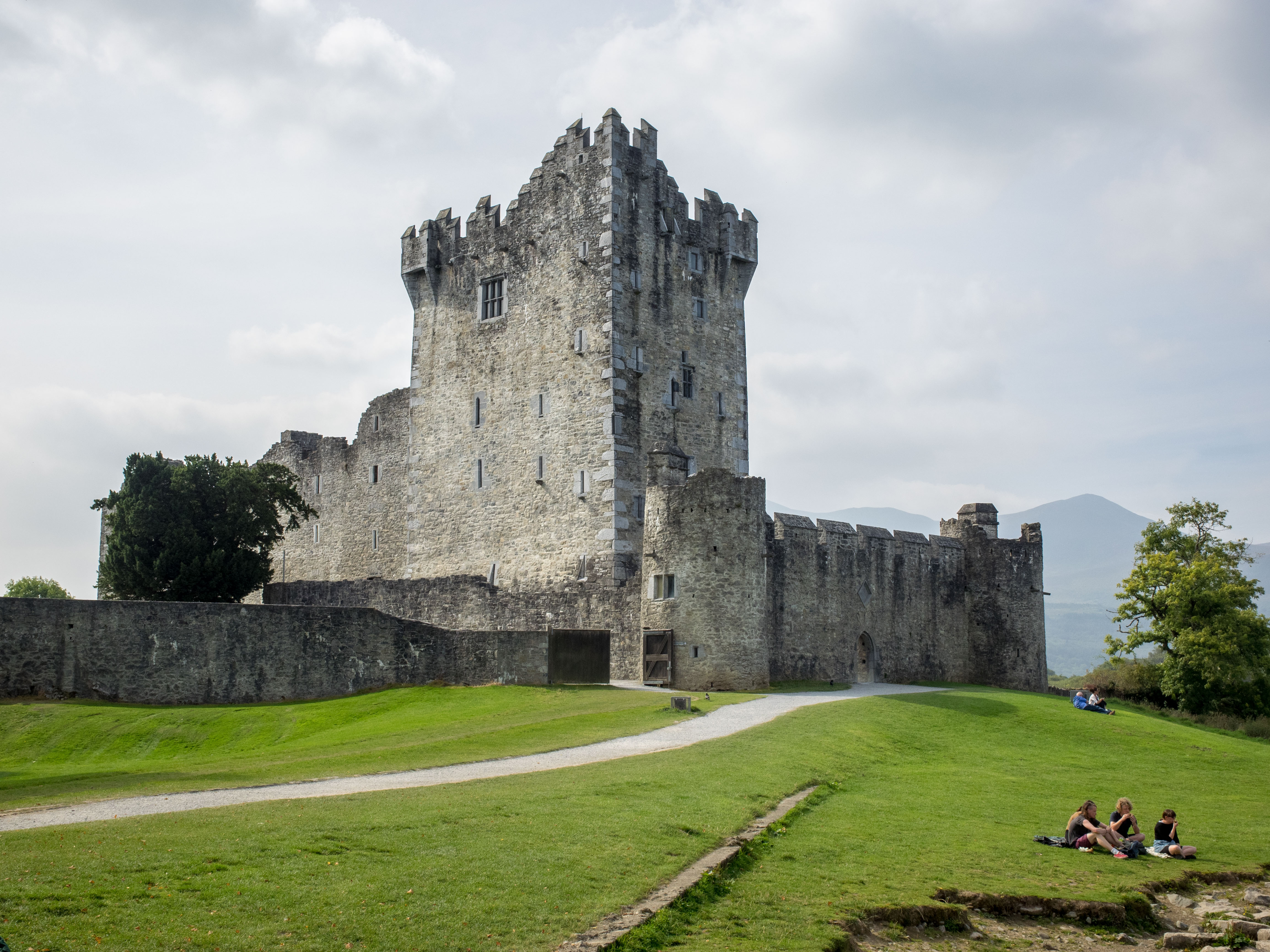
Ross Castle, restauriert – in der Gegenwart

Nach dem Abzug der Truppen (siehe unten) im Jahr 1825 verfiel das Castle zusehends, auch weil der damalige Besitzer Lord Kenmare das Dach abbauen ließ, um Steuern zu sparen. Nach mehreren Besitzerwechseln wurde Ross Castle 1979 Eigentum der Republik Irland. Seither wurde es umfassend restauriert, wobei Wert auf Originaltreue gelegt wurde. Das Castle ist vom Seeufer aus zugänglich und heute Ausgangspunkt für Bootsfahrten zu zwei kleinen Inseln im Lough Leane, auf denen die Überreste mittelalterlicher Klöster (u. a. Innisfallen Abbey) zu finden sind.

## Architektur

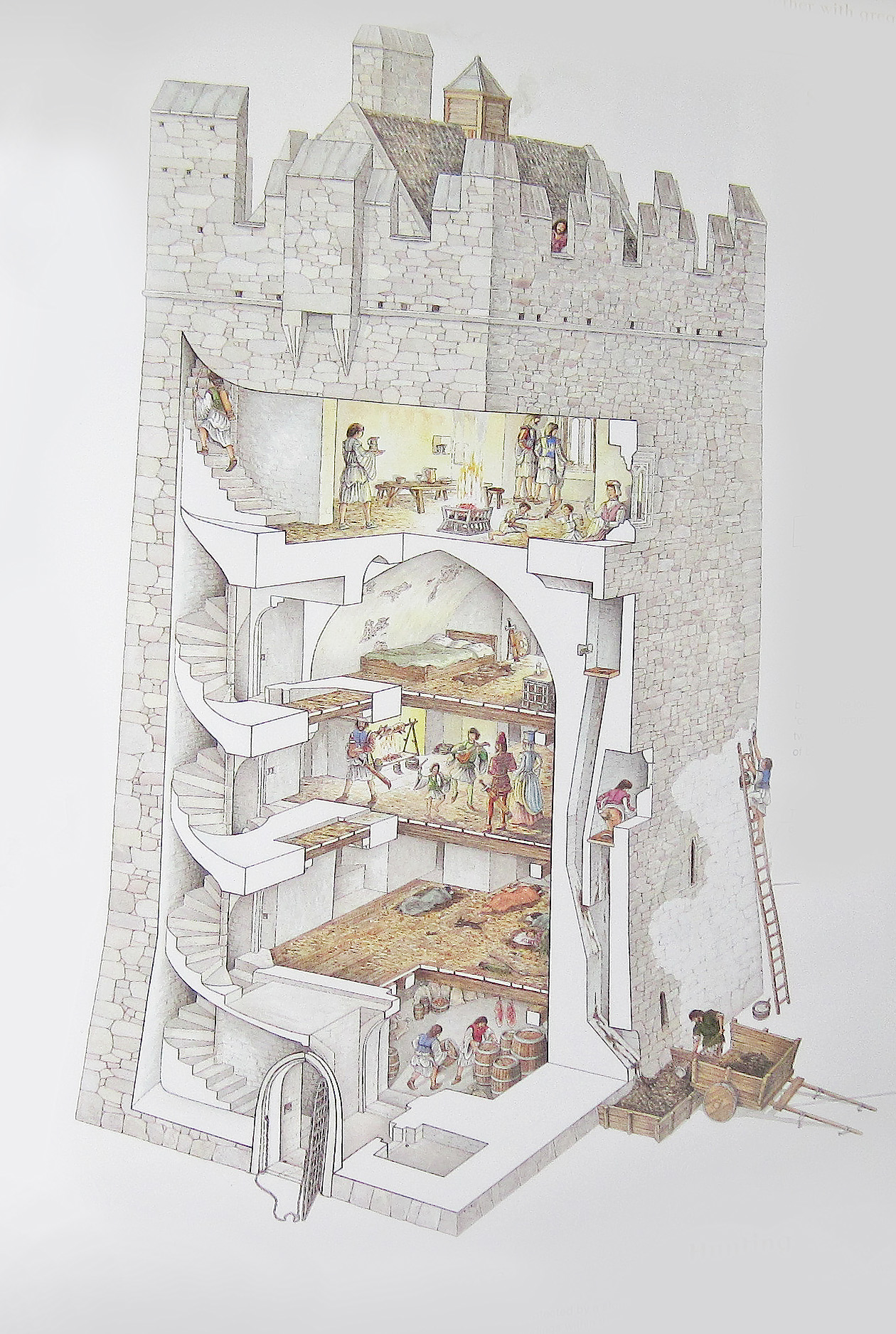
Schema Ross Castle

Das eigentliche Kastell steht in einem Innenhof, der mit Zwischenmauern und Türmen befestigt ist. Von den runden Türmen sind heute noch zwei erhalten. Die kleinen Fenster sowie die schmalen, unregelmäßigen Wendeltreppen belegen, dass Ross Castle hauptsächlich auf Verteidigung hin konzipiert wurde. Da im 18. Jahrhundert eine Kaserne an die Festung angebaut wurde, ging ein großer Teil des ursprünglichen Innenhofes verloren. Auch wurde die Bausubstanz durch den Anbau stark in Mitleidenschaft gezogen. Die Truppen wurden 1825 wieder abgezogen.